# Union minière du Haut Katanga
 (octobre 2021).
Si vous disposez d'ouvrages ou d'articles de référence ou si vous connaissez des sites web de qualité traitant du thème abordé ici, merci de compléter l'article en donnant les références utiles à sa vérifiabilité et en les liant à la section « Notes et références ».
L'Union minière du Haut Katanga (UMHK) était un groupe industriel minier belge établi au Katanga, dans l'actuelle République démocratique du Congo (anciennement État indépendant du Congo de 1885 à 1908, Congo belge de 1908 à 1960 et Zaïre de 1972 à 1997).
Les exploitations se situaient principalement dans la Ceinture de cuivre. 

## Aperçu historique
L'histoire de l'Union minière - dite jusqu'en 1967 Union minière du Haut-Katanga (UMHK) - s'étend sur trois quarts de siècle, soit de sa création en 1906 à sa liquidation en 1981. Ces 75 années peuvent être divisées en deux phases de longueur inégale.
- De 1906 à 1967, la société exploite directement des mines de cuivre (et accessoirement d'autres métaux) au Katanga congolais. En 1967, ses actifs sont nationalisés au profit de l'État congolais.
- De 1967 à 1981, l'Union minière SA exerce en quelque sorte le rôle d'ingénieur-conseil dans les affaires de la SGM (Société générale des minerais). Celle-ci collabore avec la Gécomin (future Gécamines) à la mise en valeur du patrimoine minier du Katanga. D'autre part, l'Union minière s'efforce d'acquérir un nouveau patrimoine minier direct, de diversifier géographiquement ses exploitations et de coordonner l'ensemble des activités du secteur des non ferreux en Belgique.

Au moins une partie de son histoire, l'Union minière du Haut Katanga a usé du travail forcé,,.

### Les origines (1906)

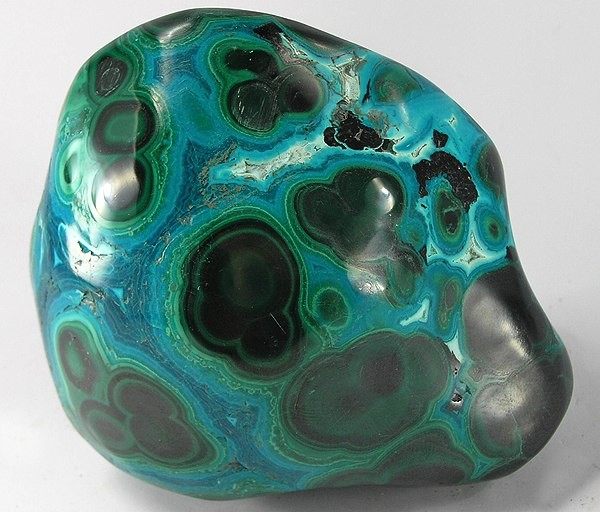
Minerai de malachite de Lubumbashi

L'existence d'importants gisements de cuivre au Katanga était connue de très longue date lorsque le géologue belge Jules Cornet en fit une première appréciation scientifique, lors d'une expédition au Katanga en 1891. Mais à l'époque, le Katanga était trop isolé pour qu'on puisse envisager une exploitation industrielle des gisements repérés, aussi importants qu'ils fussent. Les prospections reprirent en 1899 sur l'initiative du Britannique Robert Williams (1860-1938), un ami de l'homme d'affaires Cecil Rhodes. Une équipe de géologues anglais dirigée par Georges Grey et le géologue Studt fut autorisée à prospecter au Katanga. Entre 1902 et 1906, elle identifia les principaux gisements de cuivre et d'étain de la province du Katanga.
L'Union minière du Haut-Katanga (UMHK) fut fondée de toutes pièces le 28 octobre 1906 par différents intervenants :
- le Comité Spécial du Katanga, société mixte constituée en 1900 en association par l'État indépendant du Congo et une société privée, la Compagnie du Katanga ;
- la Tanganyika Concessions Limited, société britannique créée par Robert Williams, qui fit apport de la carte des gisements miniers repérés entre 1901 et 1906 par l'expédition ;
- la Société générale de Belgique, la principale banque belge, qui intervenait ainsi pour la première fois dans l'économie du Congo. Elle le fit sur la demande expresse du roi Léopold II de Belgique, qui espérait contrebalancer ainsi l'influence britannique sur le Katanga minier.

Concrètement, l'UMHK était dirigée de Londres à ses débuts, car les Britanniques disposaient de la moitié du capital et du savoir-faire nécessaire dans le domaine de l'extraction minière et métallurgique. Ils contrôlaient la principale voie d'accès aux sites (le premier chemin de fer à atteindre le Katanga venait du Sud, via la Rhodésie) et ils fournissaient la main-d'œuvre (recrutée essentiellement en Rhodésie). Sous l'égide de Jean Jadot, la Société Générale s'efforce de réduire progressivement cette influence britannique. Pour cela, elle développe d'autres voies d'évacuation du cuivre (chemin de fer du BCK), organise des centres de recrutement au Congo et fédère autour d'elle les différents actionnaires belges (ainsi que les pouvoirs publics, qui délèguent tout pouvoir à la Générale).

### Débuts difficiles

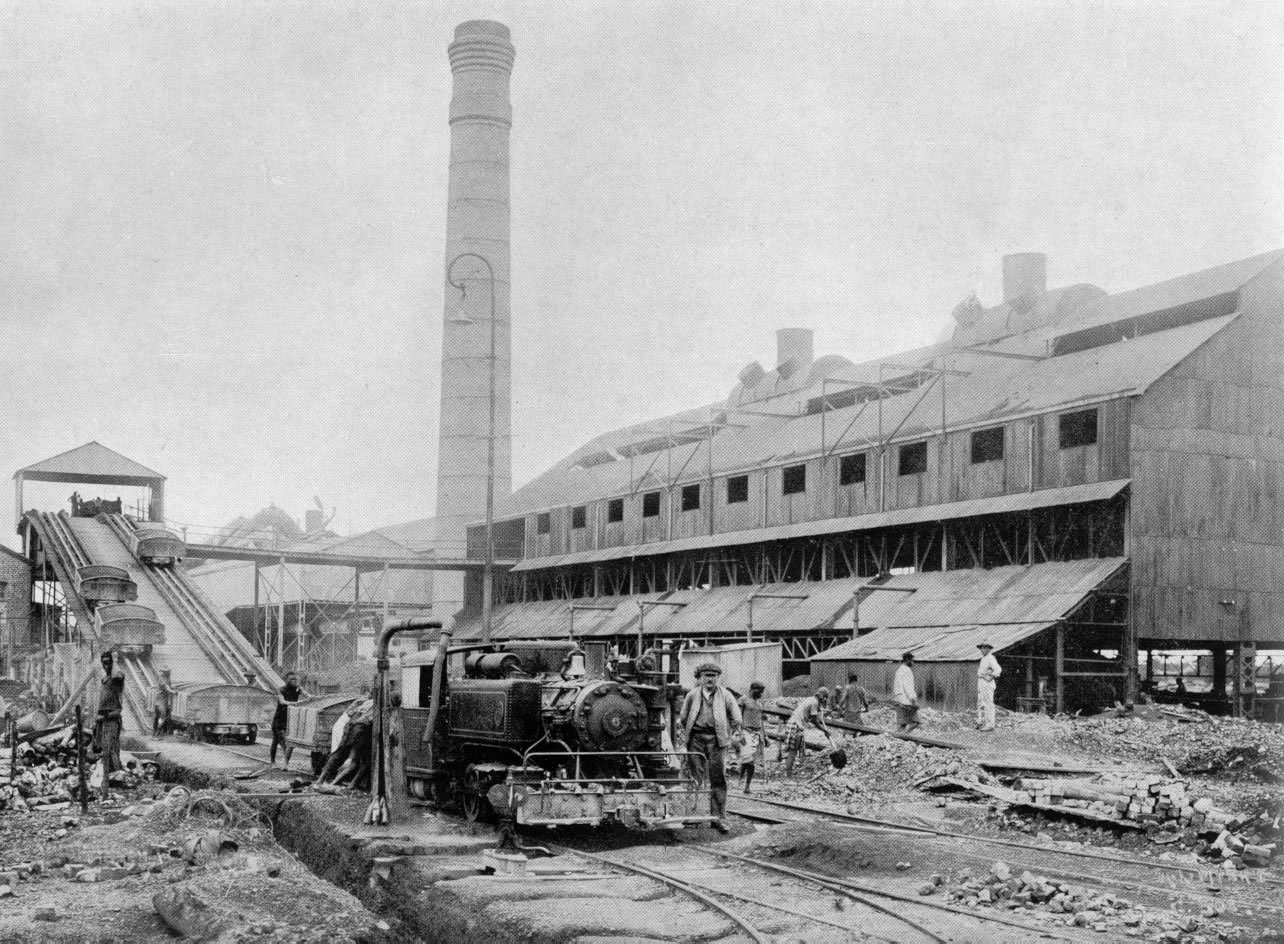
Les usines d'Élisabethville (ancien nom de Lubumbashi) en 1917.

L'UMHK a reçu le droit d'exploiter tous les gisements de cuivre situés dans une concession de 20 000 km2, ainsi que tous les gisements d'étain compris dans une concession distincte de 14 000 km2. Elle est également autorisée à exploiter, dans une zone définie, les substances utiles (fer, charbon, calcaire, et autres nécessaires au traitement des minerais) et les chutes d'eau (en vue de la production de force motrice).
Les difficultés ne manquent pas au commencement de la société : difficultés techniques parce que l'implantation de méthodes industrielles de pointe en pleine Afrique nécessite de longs tâtonnements ; difficultés d'approvisionnement en matières premières, comme le coke nécessaire à la fusion du minerai oxydé (coke qu'on fera finalement venir de Rhodésie) ; difficultés de communication avec les places commerciales, résolues en partie en 1918 par la jonction d'une voie de chemin de fer local avec le réseau ferroviaire rhodésien ; difficultés de main-d'œuvre car le Katanga est peu peuplé et le recrutement d'ouvriers se fait à plusieurs centaines de km des sièges d'exploitation ; difficultés d'organisation enfin, dues à la dualité de la Direction, la société relevant sur le plan administratif de son siège bruxellois et sur le plan technique de la Tanganyika Concessions Ltd. Si le premier lingot de cuivre est coulé en 1911, il faut attendre 1925 environ pour que l'exploitation industrielle atteigne sa vitesse de croisière. À deux reprises, en 1911 et en 1921, la Société Générale de Belgique arrache à la direction de l'Union Minière la décision de principe de mettre fin à l'exploitation !

### Premiers succès
Surmontant ces difficultés, grâce notamment à une demande de cuivre en forte hausse pendant la Première Guerre mondiale, l'Union minière figure dès 1922 parmi les cinq principaux producteurs de cuivre du monde. Elle le restera désormais jusqu'à la perte de ses mines africaines, en 1967. La production de cuivre atteint 50 000 tonnes en 1923 et 139 000 en 1930. Les concessions d'étain s'avèrent, au contraire, dans la plupart des cas peu rentables. La mise en valeur des gisements de cuivre — nombre d'entre eux sont exploités à ciel ouvert — entraîne la production de plusieurs métaux associés : cobalt, zinc, radium. Depuis les années 1920, l'Union minière est le premier producteur mondial de cobalt et de radium.
Le radium, élément naturellement radioactif, est étudié dès 1900 pour le traitement des cancers ou curiethérapie : les cellules cancéreuses s’avèrent plus radiosensibles que les cellules saines. Mais pendant vingt ans, l’essor de la curiethérapie est handicapé par la rareté du radium. On ne le trouve — en quantité infinitésimale — que dans les minerais uranifères dont les gisements connus se situent en Bohême, en Grande-Bretagne, aux États-Unis ou à Madagascar. La situation change dans les années 1920 avec la mise en exploitation d’un gîte d’uranium dont l’Union Minière a la concession : la mine de Shinkolobwe. Le minerai katangais s’avère d’une richesse exceptionnelle : certains blocs ont une teneur de 60 % et plus en uranium. Dès 1923, l’Union minière est le premier producteur de radium au monde grâce à une raffinerie installée à Olen par une filiale, la Société générale métallurgique d’Hoboken.
L'UMHK développe sur place, au Katanga, des installations industrielles qui comprennent : des concentrateurs situés à proximité des mines les plus importantes ; une usine de métallurgie thermique à Lubumbashi ; une usine d'électrolyse de cuivre et de cobalt et une fonderie électrique de cobalt à Jadotville (Panda-Shituru) à 110 km km au Nord-Ouest d’Élisabethville (Lubumbashi).
L’UMHK emploie un nombre croissant de travailleurs africains : 8 500 en 1919, 17 200 en 1929. Une telle expansion, dans une province peu peuplée, amène la compagnie à recruter massivement à l’extérieur du Katanga, en Rhodésie d’abord puis dans d’autres régions du Congo (Lomami, Kasaï, Maniema) et au Ruanda-Urundi. En Belgique, l’opinion est divisée sur cette façon de recruter des indigènes souvent contre leur gré et à plusieurs centaines de kilomètres de leur lieu de naissance. Par ailleurs, les conditions de vie de la main-d’œuvre africaine sont mauvaises au début des années 1920. Pour faciliter le recrutement et encourager ses ouvriers à signer des contrats de durée, la direction de l’Union minière change radicalement d’attitude entre 1924 et 1926 : elle mène désormais une politique bienveillante et paternaliste.

### Marasme des années 1930
La crise des années 1930 provoque un engorgement du marché du cuivre qui est très dur à surmonter. La production de l'UMHK tombe de 139 000 tonnes en 1930 à 54 000 en 1932, puis remonte à 66 000 tonnes en 1933 et 110 000 tonnes en 1934. Un grand nombre de travailleurs sont renvoyés dans leurs foyers d'origine. Durant ces années noires, où il est de nouveau question de liquider l'affaire, l'exploitation des minerais de radium et de cobalt est arrêtée : les stocks existants suffisent à un marché particulièrement étroit.

### La Seconde Guerre mondiale et le projet Manhattan

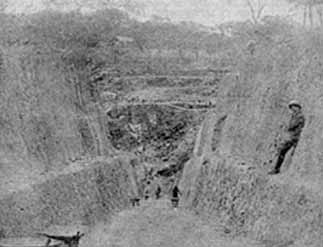
Mine de Shinkolobwe en 1925. L'uranium pour le projet Manhattan et les Bombardements atomiques d'Hiroshima et de Nagasaki provenait de cette mine.

La Seconde Guerre mondiale sera vécue au contraire comme une période de plein rendement. Pour la cause alliée, la production de cuivre est poussée au maximum. De nouvelles usines et de nouvelles installations sont aménagées, notamment une usine de convertissage pour le traitement des mattes. L'exploitation intensive de l'étain disponible amène l'épuisement des gisements.
Quant à l'uranium congolais, il va jouer un rôle déterminant dans l'histoire mondiale. La découverte en 1938 de la fission du noyau de l’atome par Otto Hahn et Friedrich Straßmann a donné un coup de fouet à la recherche sur la structure de la matière. En 1939 déjà, l’Union minière passe un contrat avec le CNRS (Centre national de la recherche scientifique) à Paris. Il porte sur la mise au point par Frédéric Joliot-Curie et une équipe de physiciens français d’un procédé pour produire de l’énergie à des fins industrielles au départ d’une fission nucléaire en chaîne. La guerre interrompt ces travaux, pour lesquels l’Union minière avait déjà livré cinq tonnes d’oxyde d’uranium, ou huit tonnes selon Bertrand Goldschmidt.
Par ailleurs, durant la « drôle de guerre » (septembre 1939-mai 1940), Sengier, administrateur délégué de l'UMHK, est sensibilisé par le scientifique britannique Henry Tizard au danger que représentent les stocks d’uranium de l’Union minière s’ils tombent aux mains de l’envahisseur allemand. Il les fait évacuer vers différents ports belges et français. Mais la rapidité de l’avancée allemande est telle que plus 2 000 tonnes de matières uranifères, contenant environ 800 tonnes d'U3O8, sont saisies par l’occupant. Aux États-Unis où il s'est replié, Sengier, qui dispose déjà de quelque 450 tonnes d’uranates bruts, en fait expédier 1 100 tonnes supplémentaires du Katanga et les entrepose à New York. Ces stocks, puis de nouvelles livraisons expédiées directement d'Afrique, vont jouer un rôle crucial dans la guerre puisqu'elles interviendront pour une large part dans la construction des premières bombes nucléaires américaines (Projet Manhattan).

### La prospérité des années de guerre froide
Durant les premières années de l'après guerre, l'exploitation garde un rythme soutenu. La société procède en 1946 et 1947 à deux augmentations de capital très importantes, par incorporation de réserves, de fonds de prévision, de fonds de renouvellement et par réévaluation d'actifs. Le capital est ainsi porté de 300 millions à 3 milliards. L'importance croissante des exploitations justifie l'extension des moyens de production de la force motrice. La construction de trois nouvelles centrales hydro-électriques entre 1947 et 1957 permettra de surmonter cette difficulté. Au total, ce ne sont pas moins de 3 milliards qui sont investis entre 1947 et 1952, tant dans la construction de nouvelles usines et centrales hydro-électriques que dans l'extension d'installations existantes.
La société est des plus prospères durant les années 1950 grâce aux prix soutenus des matières premières et dans un contexte de guerre froide où les principales nations occidentales se constituent des stocks stratégiques de cuivre, cobalt, manganèse... Au Katanga, d'importantes recherches sont entreprises à cette époque dans le domaine du traitement des minerais sulfurés cupro-cobaltifères, qui représentent alors l'essentiel des ressources minérales disponibles. Une usine pilote est réalisée dans les années 1953-1955 près de Jadotville, pour le traitement des concentrés par grillage sulfatant et lixiviation. Puis l'installation industrielle de la Luilu est mise en service en 1960 et 1961.
Les conditions de marché et de cours du cuivre restent propices de 1946 à 1960. C'est l'âge d'or de l'entreprise, sauf une crise conjoncturelle en 1956 et 1957. La production annuelle grimpe jusqu'à 300 000 tonnes (record de 1960), ce qui représente 7 ou 8 % de la production mondiale. En octobre 1960, la société a produit 6 millions de tonnes de cuivre depuis sa création. Fin 1957 elle emploie 2 156 européens et 21 720 travailleurs africains contre un total de 10 000 en 1935. L'UHMK continue à soigner ses ouvriers pour lesquels elle construit des écoles, des dispensaires, des hôpitaux et des infrastructures sportives. Si les retombées de sa prospérité sont importantes pour le Katanga, elles touchent l'ensemble du Congo car les taxes levées sur les exportations constituent plus de 50 % des revenus de la colonie.

### La crise de l'indépendance du Congo (1960-1965)
En 1960, l'UMHK adopte la nationalité belge et devient une société anonyme. Les troubles qui marquent l'indépendance du Congo n'ont d'abord guère d'impact sur la production, mais les relations avec le gouvernement congolais de Léopoldville se dégradent car l'UMHK soutient la sécession du Katanga : elle redoute les tendances communistes réelles ou imaginées du Premier ministre du Congo, Patrice Lumumba. Assez vite d'ailleurs, les relations de la direction avec le gouvernement sécessionniste de Moïse Tshombe se tendent également : certains ministres katangais reprochent à la Belgique la tiédeur de son engagement en faveur du Katanga et craignent en même temps de voir l’UMHK fermer ses portes ou délocaliser certaines activités. Dans le reste du monde, le niveau d’engagement de l’UMHK dans la sécession est l’objet de controverses. L’ONU la soupçonne de ravitailler le Katanga en armes et munitions, voire de fabriquer des blindés, des bombes, du matériel de guerre au profit de l'armée katangaise. Mais la direction de l’UMHK dément en termes formels d’accorder un tel soutien à Tshombe, comme aussi de financer les mercenaires. C'est contrainte par les circonstances, affirme la direction, que la société est amenée à verser d'importantes sommes au gouvernement sécessionniste à titre de redevances minières. Du reste, le personnel de l’UMHK était très monté contre les troupes de l’ONU, spécialement après leur intervention de septembre 1961 au cours de laquelle des installations de l'UMHK furent prises pour cible.
Après la fin de la sécession en décembre 1962, d'autres problèmes doivent être réglés et spécialement celui de la participation de l'État congolais dans le capital de l'UMHK. Au cours des augmentations successives de capital de l'Union Minière du Haut-Katanga, le Comité Spécial du Katanga (CSK) était devenu le principal actionnaire de la société avec 24 % des titres et 36 % des droits de vote. Le CSK avait été dissout unilatéralement par les autorités belges le 24 juin 1960. La convention de dissolution prévoyait qu'un tiers du portefeuille du CSK retournerait en pleine propriété à la Compagnie du Katanga. Les deux autres tiers deviendraient patrimoine de la République démocratique du Congo. Mais celle-ci conteste ce partage et refuse de ratifier la convention de dissolution du CSK. Après de longues tractations, un accord sur la répartition des actifs et passifs de cet organisme sera conclu en 1965 avec M. Tschombe, accord qui laisse à la République congolaise une participation de 18 % dans l'UMHK, assortis de 24 % de droits de votes, ne lui permettant pas de peser sur les décisions.
Malgré tous ces aléas, la production annuelle de cuivre se stabilise autour de 280 000 tonnes dans les années 1960. Au début des années 1960, lors de la décolonisation du Congo belge, l'Union minière du Haut Katanga est le leader mondial de la production de zinc et détient des opérations en forte croissance aux États-Unis, au Brésil et au Canada, avec Unicam. Dès 1931, l'Union minière du Haut Katanga détenait près des trois-quarts de la production de zinc en Belgique, l'une des plus importantes du monde, selon les calculs du professeur Van der Falk.

### La nationalisation des mines du Congo (1967)
Dès sa prise de pouvoir, en novembre 1965, le général Mobutu Sese Seko se montre soucieux de contrôler la production nationale de cuivre. Deux ordonnances-lois visant particulièrement l'UMHK sont promulguées le 7 juin 1966 par les autorités de la République Démocratique du Congo. La première impose aux sociétés dont le siège d'exploitation est situé au Congo d'y installer leur siège social et administratif. La seconde, dite loi Bakajika, attribue à l'État congolais la pleine disposition de tous les droits fonciers, forestiers et miniers concédés avant le 30 juin 1960. L'UMHK propose alors aux autorités congolaises une modification dans le régime d'exploitation des concessions exploitées par elle depuis 1906. Une société nouvelle de droit congolais serait créée à laquelle l'UMHK ferait apport de ses actifs au Congo: installations, propriété foncières, droits miniers. De cette société, l'État congolais posséderait 50 % des titres, et l'UMHK l'autre moitié. D'autre part, l'État congolais conserverait sa participation dans l'UMHK.
Cette solution ne sera finalement pas retenue. Le 1er janvier 1967, les avoirs de l'UMHK au Congo (y compris ses participations dans des sociétés établies au Congo) sont nationalisés. Ils sont transférés par le gouvernement congolais à une société nouvelle de droit congolais, la Gécomin (Générale congolaise des mines), de laquelle la République Démocratique possède 60 % des parts. Le solde est offert en souscription à des Congolais ou à des étrangers. La Tanganyika Concessions Ltd est sollicitée mais refuse. Par ailleurs, les exportations de cuivre de la Gécomin, vitales pour l'équilibre économique du Congo, sont paralysées. Les négociations reprennent entre les gouvernements belge et congolais.
Cependant, les autorités congolaises ont définitivement récusé l'UMHK comme interlocuteur ou partenaire économique. Un accord est alors conclu entre la Gécomin et une société belge, la SGM (Société Générale des Minerais). Celle-ci, moyennant le paiement d'une rémunération équivalente à 4,5 % de la valeur de la production, s'engage à maintenir le potentiel technique de la Gécomin et à assurer la commercialisation de sa production de cuivre ou cobalt. En Belgique, d'autres accords sont simultanément signés entre la SGM et l'UMHK, notamment une convention de prête-nom, qui attribue en fait à cette dernière la gestion de toutes les opérations de la SGM au Congo.
L'objet social de l'Union Minière du Haut-Katanga est élargi et son nom est modifié en « Union Minière » (février 1968).
Le 24 septembre 1969, un nouvel accord belgo-congolais est signé qui prévoit l'indemnisation de l'Union Minière pour ses actifs congolais nationalisés : le paiement pendant 15 ans à la SGM d'une rémunération équivalant à 6 % de la valeur de la production de la Gécomin. L'accord de coopération technique entre la Gécomin et la SGM est prorogé de 25 ans. En février 1974, cette convention est encore revue, et un nouvel accord est signé entre la République du Zaïre, la Gécamines (qui a succédé à la Gécomin), la société belge Métallurgie Hoboken-Overpelt (MHO) et la SGM : il attribue à l'UMHK une indemnité forfaitaire de 4 milliards qui est entièrement versée fin 1976.

### Tentatives de redéploiement
La nationalisation de ses actifs au Congo en 1967 pousse l'Union Minière à chercher à faire fructifier ailleurs son patrimoine, son potentiel humain et son savoir-faire. Elle tente de s'assurer de nouvelles ressources minières propres, soit seule, soit en participation, et des campagnes de prospection sont menées au Canada, au Mexique, aux États-Unis, au Brésil, en Australie, en Espagne et en Belgique même. Des filiales sont créées dans ce but. L'Union minière SA s'assure aussi des participations importantes dans les autres sociétés belges de métaux non ferreux : la Compagnie royale asturienne des Mines, la Société des Mines et Fonderies de Zinc de la Vieille-Montagne, la Société de Prayon, SGM, etc. Progressivement, le personnel de la société est pour une large part replacé dans des filiales actives (la société Mechim par exemple).
Par ailleurs, la société participe à la création ou aux augmentations de capital de société sans lien strict avec le secteur des non ferreux : le Centre d'Informatique Générale (CIG), la société PRB, la société Cardionics et différentes câbleries belges. Plus près de sa spécialité, elle s'essaye à la valorisation des nodules polymétalliques des fonds océaniques (en collaboration avec des sociétés américaines).

### De l'ancienne Union Minière à la Nouvelle (1981)

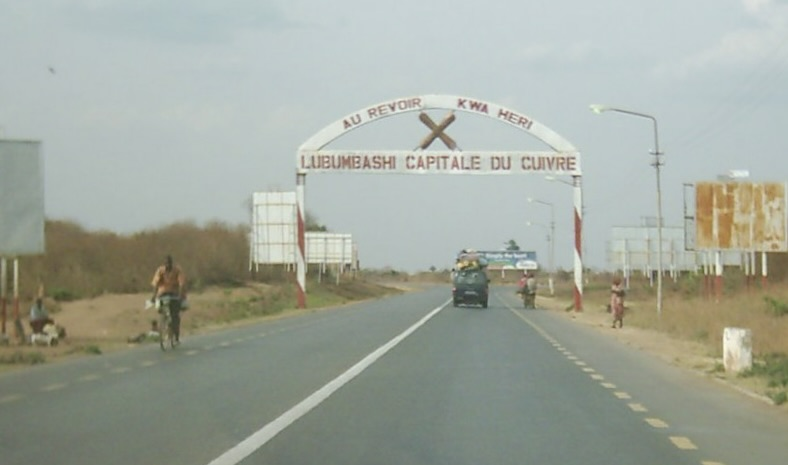
Lubumbashi fut le centre des activités de l'UMHK pour l'exploitation du cuivre

La crise mondiale des années 1970 rend plus difficile la rentabilisation de ces tentatives de réinvestissement. Elle frappe durement les filiales travaillant dans le secteur des non ferreux (MHO, Vieille-Montagne, Asturienne des Mines). Les cours de celles-ci tombent à des niveaux exceptionnellement bas de 1974 à 1978. Il semble alors indispensable, pour assurer une rentabilité de cette branche d'activité, de poursuivre l'effort d'intégration et de rationalisation commencé en 1967 en regroupant l'ensemble des activités du secteur non ferreux au sein d'une société unique.
En 1980, la Société générale de Belgique possède une participation directe de 5,91 % dans l'Union Minière et une participation indirecte de 30,24 %, essentiellement via Finoutremer et Tanks Consolidated Investments Ltd (celle-ci héritière de la Tanganyika Concessions Ltd). Fin 1981, les titres de la société Tanks Consolidated Investments sont l'objet d'une OPA (offre publique d'achat) de la Société générale de Belgique. En mars 1982, la Générale a ainsi acquis la totalité des titres de la « Tanks ». En s'assurant le contrôle absolu de cette société anglaise, la Générale a acquis 17,6 % des titres de l'Union Minière S.A. ce qui porte sa participation directe dans cette société à 23,5 %. La Générale tente également d'acquérir la totalité des titres de Finoutremer, autre actionnaire important de l'Union Minière, mais finalement Finoutremer échange les quelque 7 % des parts de l'Union Minière S.A. qu'elle possède contre des parts de réserve de la Générale elle-même.
Le 24 novembre 1981, une assemblée générale extraordinaire de la Générale décide : l'apport de l'ensemble de ses participations dans le secteur des non ferreux à une société nouvelle dite la « Nouvelle Union Minière S.A. » ; et l'apport à la Générale, par l'Union Minière ancienne, de toute sa situation active et passive (sauf les actifs et passifs afférents à ses activités dans le secteur des non ferreux, dont cette société a fait apport au préalable à la nouvelle Union Minière). Le 16 décembre 1981, une assemblée générale extraordinaire de l'Union Minière décide : la dissolution anticipée de la société ; l'apport de la branche d'activité « métaux non ferreux » à une nouvelle société appelée également Union Minière (contre 88,2 % des titres de cette nouvelle société) ; l'apport à la Générale de l'ensemble du patrimoine de l'ancienne Union minière S.A. en ce compris une participation de 88,2 % dans la nouvelle Union Minière ; et le dédommagement des actionnaires de l'ancienne Union Minière par la répartition entre eux de 5 661 385 parts de réserve de la Générale.
À la suite de ces opérations, la Générale possède la totalité des parts de la nouvelle Union Minière. L'ancienne Union Minière S.A. a vécu ! Place à la nouvelle, qui porte aujourd'hui le nom d'Umicore. En voici l'histoire en trois dates :
- de 1981 à 1988, la société Union Minière, comme holding intermédiaire, n'a plus qu'une activité des plus réduites ;
- en 1989, Union minière absorbe l'ensemble des sociétés du pôle des non ferreux de la Société générale de Belgique : MHO, Vieille-Montagne, Méchim. Elle redevient opérateur industriel, société pivot du groupe de la Société générale dans le secteur des non ferreux ;
- en 2001, Union minière adopte un nouveau nom : Umicore, nom qui cherche à exprimer les objectifs poursuivis par l’entreprise : elle est active au cœur (core) du monde des matériaux et les produits qu’elle développe sont à la base d’une myriade d’applications qui facilitent la vie quotidienne. Les deux premières lettres du nom sont les initiales de l’ancien, par allusion aux racines historiques du groupe.

## Les dirigeants de l'UMHK

### Présidents de la société à Bruxelles
Liste des présidents de la société à Bruxelles :
- 1906-1913 baron Ferdinand Baeyens (1837-1914) ;
- 1913-1932  Jean Jadot (1862-1932) ;
- 1932-1939  Félicien Cattier (1869-1946) ;
- 1939-1944  Alexandre Galopin (1879-1944) ;
- 1944 Félicien Cattier ;
- 1944-1947  Firmin Van Bree (1880-1960) ;
- 1947-1955  Gaston Blaise (Ath, 19/12/1880-Bruxelles, 25/02/1964) ;
- 1955-1963  Paul Gillet ;
- 1963-1965  Edgar Van der Straeten ;
- 1966 Louis Wallef.

### Représentants de la société à Élisabethville
Liste des représentants de la société à Élisabethville (1910-1960), devenue Lubumbashi en 1960 :
- 1910-1912  Eugène Halewijck (1866-1940) ;
- 1913-1917  Preston H. Horner ;
- 1918-1919  Edgar Sengier (1879-1963) ;
- 1920-1922  Jules Cousin (1884-1965) ;
- 1923-1927  Léon Rasson (1875-1932) ;
- 1927-1929  Joseph De Mulder ;
- 1931 Henry Barzin (1881-1971) ;
- 1932 Gaston Deladrière ;
- 1933-1936  Henri Heymans (1883-1936) ;
- 1936-1945  Aimé Marthoz (1894-1962) ;
- 1946-1950  Louis Wallef ;
- 1951-1957  Maurice Van Weyenbergh ;
- 1958-1966  Gérard Assoignon.

## Sites
| Nom                         | Activité                                | Dates     | Coordonnées                  |
| --------------------------- | --------------------------------------- | --------- | ---------------------------- |
| Fungurume                   | mines                                   |           |                              |
| Kakanda                     | mines de cuivre et cobalt               |           | 10° 44′ 25″ S, 26° 24′ 07″ E |
| Kambove                     | mine de cuivre et de cobalt             | 1908      | 10° 52′ 49″ S, 26° 36′ 01″ E |
| Kipushi                     | mine de cuivre et zinc                  |           | 11° 46′ 09″ S, 27° 14′ 14″ E |
| Kolwezi                     | mine de cuivre et de cobalt             |           | 10° 44′ 28″ S, 25° 22′ 27″ E |
| Likasi (Jadotville)         | mine puis raffinerie de cuivre & cobalt |           | 11° 00′ 18″ S, 26° 44′ 46″ E |
| Lubumbashi (Elisabethville) | mine puis raffinerie de cuivre          | 1908      |                              |
| Ruashi                      | mine de cuivre                          | 1911      |                              |
| Shinkolobwe                 | mine d'uranium                          | 1922-1958 | 11° 02′ 55″ S, 26° 33′ 03″ E |
| Lac Tshangalele             | barrage hydroélectrique                 |           | 10° 54′ 32″ S, 27° 01′ 35″ E |
| ...                         | ...                                     | ...       | ...                          |